# Hjalmar Appelgren

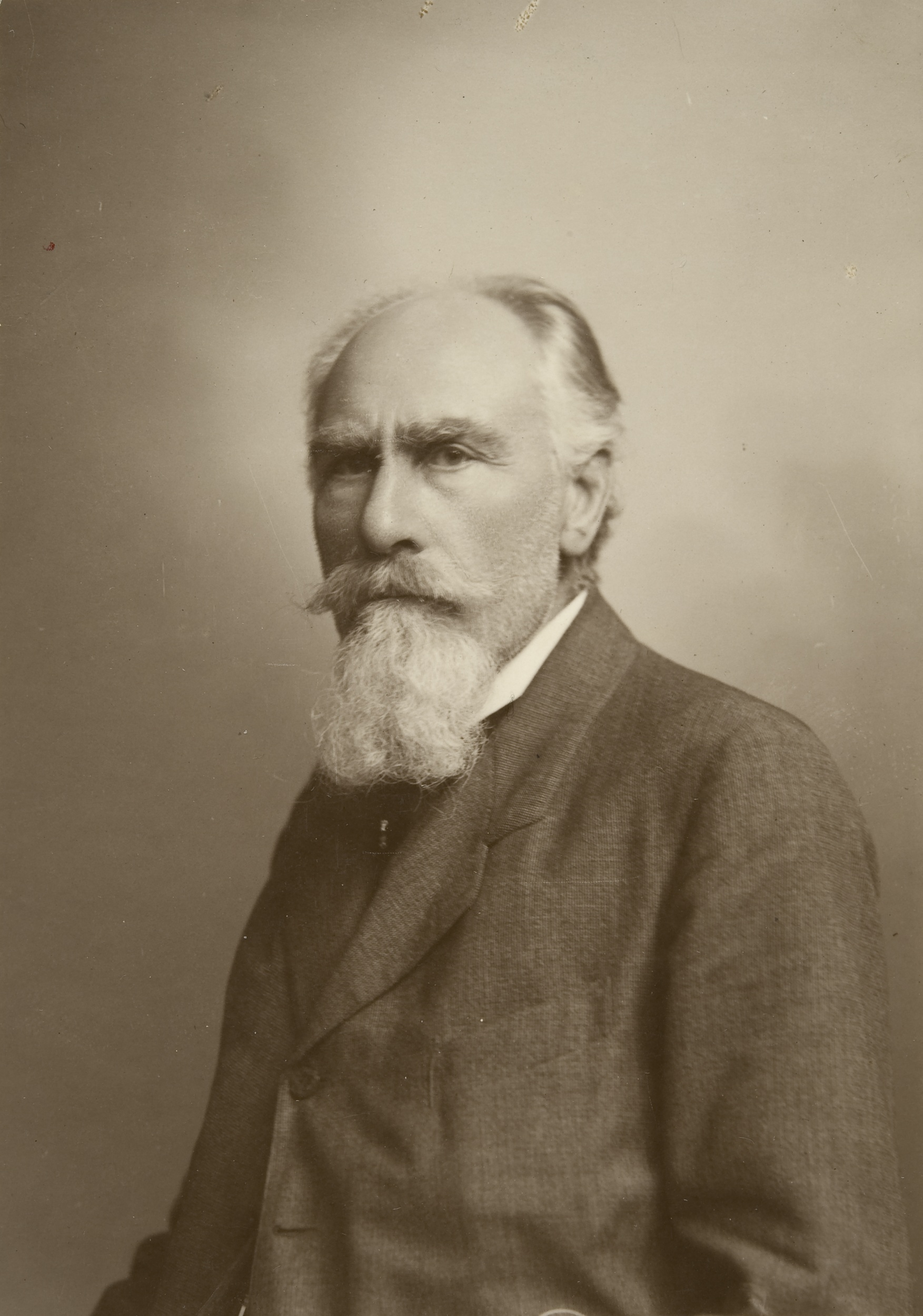
Hjalmar Appelgren (1920)

Otto Hjalmar Appelgren, auch Hjalmar Appelgreen oder Hjalmar Appelgren-Kivalo (* 5. April 1853 in Hyrynsalmi; † 26. Juli 1936 in Helsinki), war ein finnischer Archäologe und Konservator des historischen Staatsmuseums in Helsingfors.

## Leben
Appelgren war der erste Staatsarchäologe Finnlands und hat durch die Einführung und Anwendung neuer Methoden die Entwicklung der archäologischen Forschung und das Museumswesen in Finnland stark beeinflusst. Auf seine Initiative katalogisierten die Museen ihre Bestände und es wurde ein verbesserter Standard des Ausgrabungsberichts eingeführt.
Durch seine Ausgrabungen in Turku um 1900 begann die wissenschaftliche archäologische Erforschung der in Finnland. Er legte bei seinen Grabungen größeren Wert auf Bewahrung des Befundes.
Appelgren war Mitglied der Finnischen Altertumsgesellschaft und korrespondierendes Mitglied der Gesellschaft für Geschichte und Altertumskunde der Ostseeprovinzen Russlands.

## Veröffentlichungen (Auswahl)
Neben zahlreichen weiteren bedeutenden Publikationen hat er die nachstehenden in deutscher Sprache abgefasst.
- Alfred Hackman, Die ältere Eisenzeit in Finnland. In: Anzeiger der Finnisch-ugrischen Forschungen. 6, 1906, S. 32–35.
- Die Grundzüge des skythisch-permischen Ornamentstiles. Helsinki 1912.
- Vogelkopf und Hirsch als ornamentsmotive in der Vorzeit Sibiriens. In: Finnisch-ugrische Forschungen. 12, 1912, S. 290–296.
- Alt-altaische Kunstdenkmäler: Briefe und Bildermaterial von J. R. Aspelins Reisen in Sibirien und der Mongolei 1887–1889. Finnische Altertumsgesellschaft, Helsinki 1931.